# Andrew W. Hockenhull

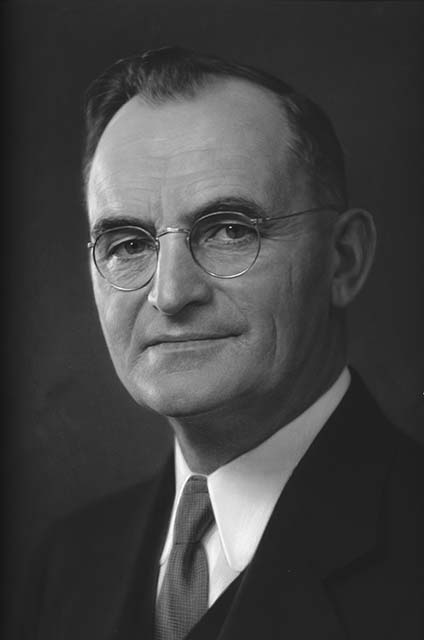
Andrew W. Hockenhull

Andrew W. Hockenhull (* 16. Januar 1877 bei Bolivar, Polk County, Missouri; † 20. Juni 1974 in Clovis, New Mexico) war ein US-amerikanischer Politiker und von 1933 bis 1935 der zehnte Gouverneur des Bundesstaates New Mexico.

## Leben
Andrew Hockenhull besuchte das Southwest Baptist College in Bolivar und dann bis 1897 die University of Missouri in Columbia. Danach studierte er an der University of Texas bis 1904 Jura. Im Jahr 1908 zog er nach Clovis im New-Mexico-Territorium, wo er als Rechtsanwalt arbeitete.
Zwischen 1912 und 1916 war er stellvertretender Bezirksstaatsanwalt. Außerdem war er sechs Jahre lang Anwalt der Stadt Clovis. In den Jahren 1930 und 1932 wurde er jeweils als Kandidat der Demokratischen Partei zum Vizegouverneur seines Staates gewählt. Nach dem Tod des amtierenden Gouverneurs Arthur Seligman am 25. September 1933 musste Hockenhull dessen angebrochene Amtszeit beenden. Seine Amtszeit wurde noch von den Auswirkungen der Weltwirtschaftskrise überschattet. Erst allmählich besserte sich die Lage. Wie fast überall in den Vereinigten Staaten half die New-Deal-Politik des seit März 1933 amtierenden Präsidenten Franklin D. Roosevelt bei der Überwindung der Krise.
Nach dem Ende seiner relativ kurzen Regierungszeit als Gouverneur wurde Hockenhull wieder als Anwalt tätig. Im Jahr 1939 wurde er Leiter der Poststelle in Clovis (Postmaster). Bis heute ist Hockenhull der einzige Vizegouverneur von New Mexico geblieben, der aufgrund des Todes des amtierenden Gouverneurs dieses Amt übernehmen musste. Er ist außerdem der Gouverneur, der das Ende seiner Amtszeit am längsten überlebt hat. Er starb im Jahr 1974. Andrew Hockenhull war mit Mamie Drake verheiratet, mit der er drei Kinder hatte.